# Годфред
Годфред (Гудфред, Готфрид, Годефрид, Гётрик ; лат. Godofredus, дат. Gudrød, умер в 810) — правитель Дании в 800/804—810 годах; сын Сигфреда. Скорее всего, он правил лишь южной частью Дании.

## Биография
Все дошедшие до нас письменные сообщения о Годфреде связаны с его деятельностью, направленной против Франкской империи. В 804 году он собрал армию и флот в Слиесторпе (так назывался в латиноязычных источниках Хедебю), на границе с Саксонией. Немного южнее, за Эльбой, стояли войска Карла Великого. Противники вели переговоры, результат которых неизвестен, но, вероятней всего, прямое столкновение между ними было предотвращено.
В 808 году Годфред действовал более активно. Он напал на землю бодричей, заключивших союз с Карлом Великим, и опустошил её, так что они вынуждены были просить его о мире и обещали платить ему дань. Во время этого похода Годфред стёр с лица земли один из важнейших центров западнобалтийской торговли, Рёрик, и вывез из него ремесленников и купцов в Хедебю, значение которого как торгового центра благодаря этому упрочилось.
Сразу же после этого похода, согласно «Анналам королевства франков», он построил укреплённый вал на границе с саксами по северному берегу реки Айдер, «чтобы укрепление вала прикрывало весь северный берег реки Айдер от восточного залива моря, который даны называют Остарзальт, до Западного Океана, оставив лишь один проход, через который могли бы въезжать и выезжать всадники и повозки». Это сообщение, бесспорно, относится к той части Даневирке, которая соединила его с построенными также при Годфреде укреплениями Хедебю.
С борьбой за торговые пути и центры, и за влияние на североморско-балтийскую торговлю связан и поход Годфреда против фризов (810): с большим флотом он прошёл по побережью, одерживая победы, и вернулся, получив выкуп в 100 фунтов серебра. Обеспокоенный Карл Великий собрал флот для похода в Данию, но неожиданно необходимость в нём отпала: Годфред был убит одним из своих дружинников. Ноткер Заика в «Деяниях Карла Великого» утверждал, что Годфреда убил собственный сын, мать которого Годфред прогнал, чтобы взять себе новую жену.
Годфреду наследовал Хемминг, его двоюродный брат (согласно Адаму Бременскому) или племянник (согласно «Анналам королевства франков»), который заключил с императором мир.